# Vilar de Canes
Vilar de Canes és un municipi del País Valencià que es troba a la comarca de l'Alt Maestrat. El terme municipal limita amb els de Benassal, Ares del Maestrat, Albocàsser, Culla i la Torre d'en Besora.

## Geografia

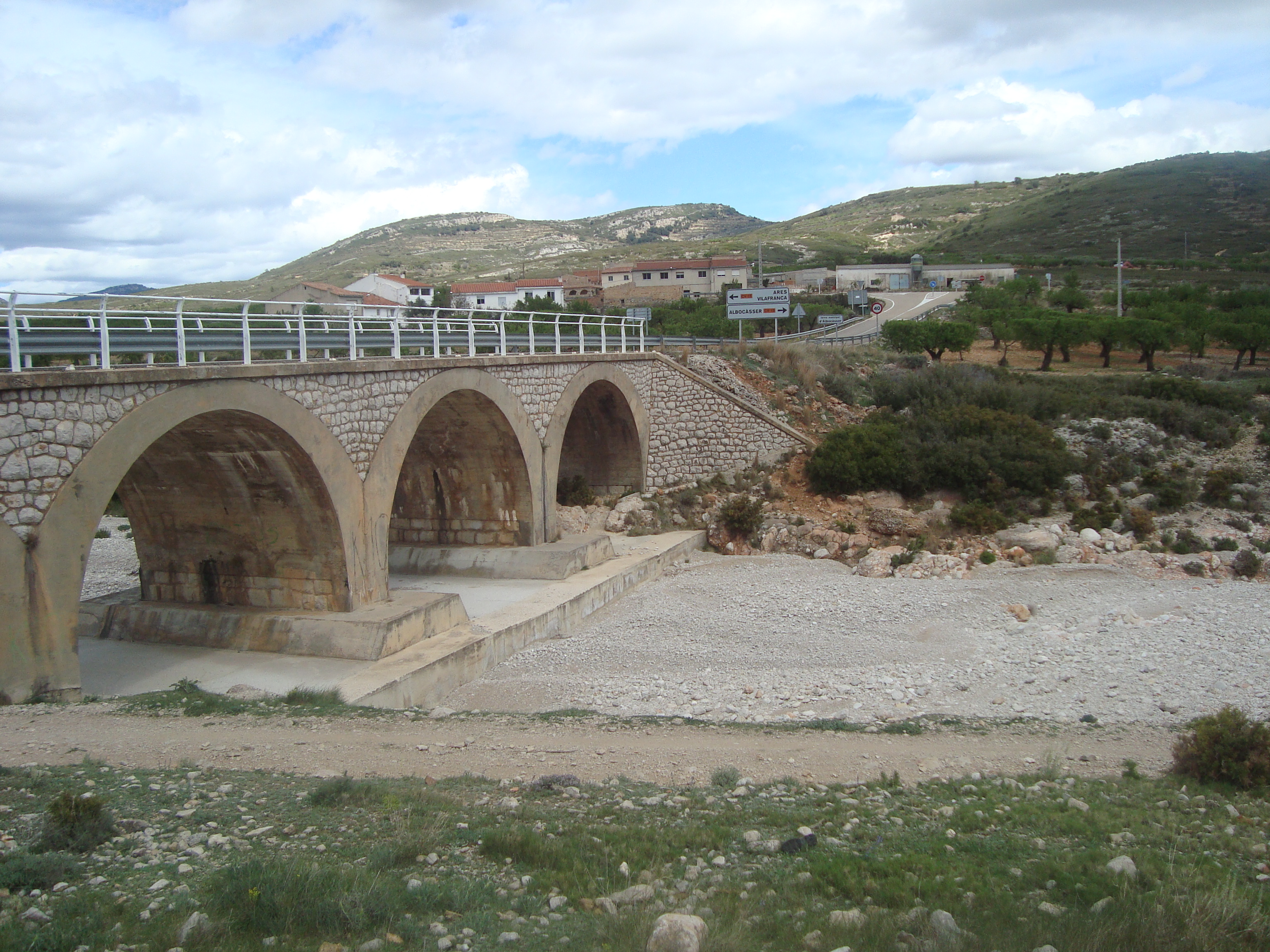
Pont de Vilar de Canes sobre la Rambla Carbonera

La seua superfície està solcada pels barrancs d'En Seguer, de la Teuleria i de la Frescor i per la Rambla Carbonera. Les principals altures són la serra de Foies, el Tossal Redó i el Maxorral. El paratge més freqüentat és el brollador de La Font del Mas del Senyor. Els vilarins viuen molts dispersos, al poble i als masos: La Segarreta, La Segarra, L'Hostal de l'Esquerrera, el mas d'en Romeu, el mas del Senyor, el Solar, el mas de les Cogullades, la Pallissa, el Cap del Moro, etc.

## Història
Històricament formava part de la tinença de Culla, senyoriu que des del 1235 va pertànyer a Balasc d'Alagon i després a Guillem d'Anglesola; son fill, del mateix nom, va donar el lloc el 13 de desembre del 1273 a Bernat de Montpalau i a sa dona, Guillema, i va ser ella i son fill Pere de Montpalau els que donaren una carta pobla a Doménec Matamoros, Bernat de Sagarra, Berengari Vilamanya, Bernat Vilamanya, Berengari Gomar, Arnau Igualada, Miquel Rovira, Pere Segarra, Arnau Querol i Gita, muller de Gil Girona i a altres habitants, amb jurisdicció civil i criminal amb el mer i mixt imperi, el 19 de desembre del 1316. Del 1294 al 1312 fou senyoriu de l'orde del Temple, i des del 1319 hom emmarcà en el senyoriu de l'orde de Montesa, però mantenia el domini directe la família Montpalau.
Durant la Guerra civil espanyola (1936-1939) va protagonitzar, junt a Benassal, Albocàsser i Ares del Maestrat, com a víctima i objecte d'experimentació el maig de 1938 per l'aviació de l'Alemanya nazi per provar la capacitat dels bombarders Stuka. El resultat dels bombardejos foren 38 morts.

## Demografia
La improductivitat del seu terreny ha propiciat durant el segle XX una forta emigració vers nuclis industrials, la qual cosa ha produït un important descens demogràfic.
| 1990 | 1992 | 1994 | 1996 | 1998 | 2000 | 2002 | 2004 | 2006 | 2010 |
| ---- | ---- | ---- | ---- | ---- | ---- | ---- | ---- | ---- | ---- |
| 221  | 196  | 188  | 188  | 188  | 183  | 183  | 185  | 185  | 181  |

## Alcaldia
Des de 2023 l'alcaldesa de Vilar de Canes és Andrea Bou Ahulló, del Partit Socialista del País Valencià (PSPV).
| Període                       | Alcalde o alcaldessa                                  | Partit polític | Data de possessió     | Observacions |
| ----------------------------- | ----------------------------------------------------- | -------------- | --------------------- | ------------ |
| 1979–1983                     | Juan Manuel Sales Escrig                              | UCD            | 19/04/1979            | --           |
| 1983–1987                     | Juan Manuel Sales Escrig                              | AP-PDP-UL-UV   | 28/05/1983            | --           |
| 1987–1991                     | Aurelio Pitarch Escrig                                | PSPV-PSOE      | 30/06/1987            | --           |
| 1991–1995                     | Aurelio Pitarch Escrig                                | PSPV-PSOE      | 15/06/1991            | --           |
| 1995–1999                     | Aurelio Pitarch Escrig                                | PSPV-PSOE      | 17/06/1995            | --           |
| 1999–2003                     | Alejandro Vidal Escrig                                | PP             | 03/07/1999            | --           |
| 2003–2007                     | Alejandro Vidal Escrig                                | PP             | 14/06/2003            | --           |
| 2007–2011                     | Luciano Ferrer Pons                                   | PP             | 16/06/2007            | --           |
| 2011–2015                     | María Asunción García García                          | PP             | 11/06/2011            | --           |
| 2015–2019                     | Aurelio Pitarch Escrig                                | PSPV-PSOE      | 13/06/2015            | --           |
| 2019-2023                     | José María Domínguez Rodríguez Aurelio Pitarch Escrig | PSPV-PSOE      | 28/10/2021 27/11/2021 | Defunció --  |
| Des de 2023                   | Andrea Bou Ahulló                                     | PSPV-PSOE      | 17/06/2023            | --           |
| Fonts: Generalitat Valenciana |                                                       |                |                       |              |

## Economia

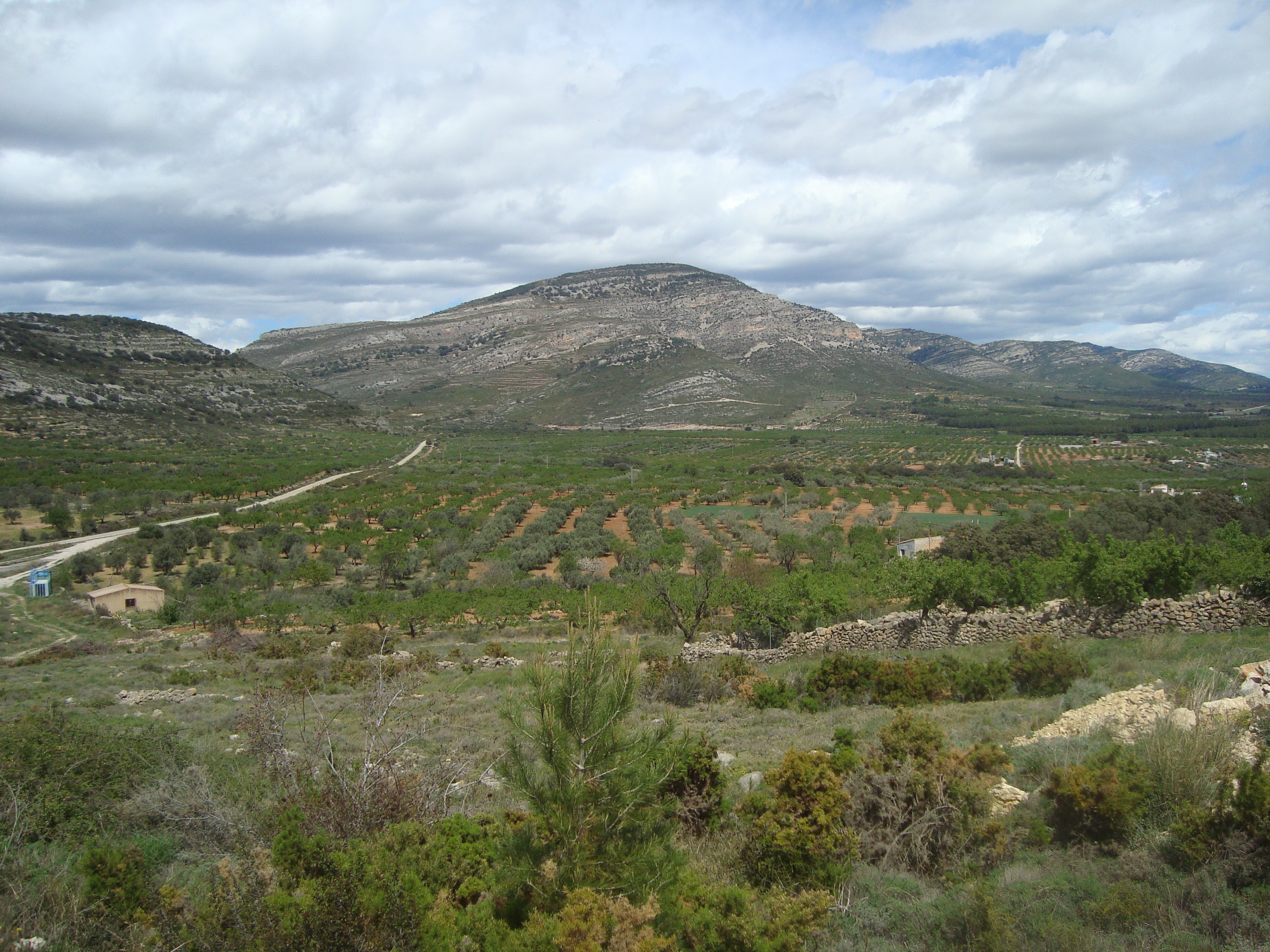
Panorámica rural (Vilar de Canes)

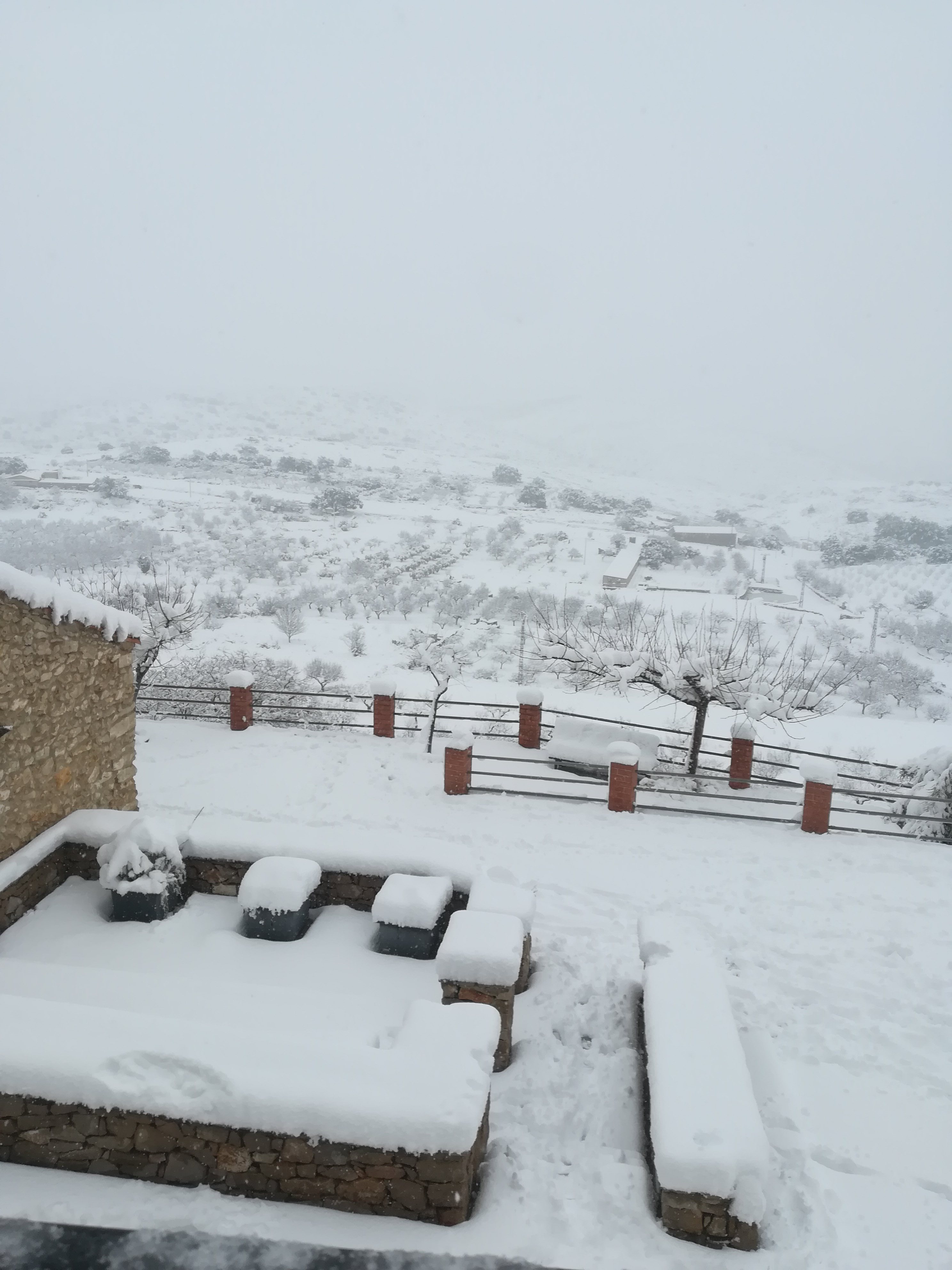
Panorámica des de Vilar de Canes amb neu

La ramaderia intensiva i el conreu de l'ametler i l'olivera hi són les úniques activitats econòmiques.

## Monuments
- Ajuntament de Vilar de CanesAntiga almàssera.

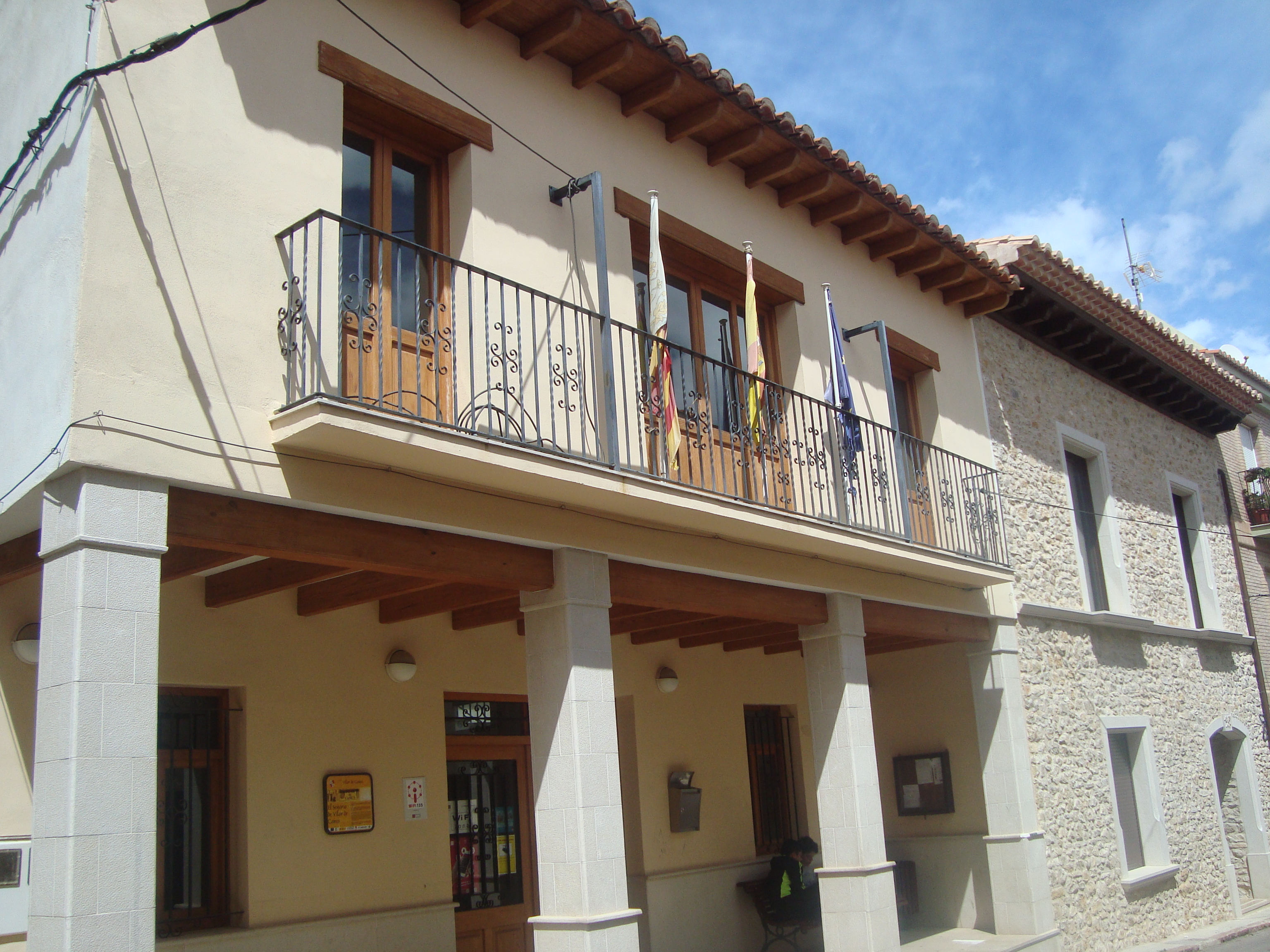
Ajuntament de Vilar de Canes

- Església de la Purificació de la Verge. Del segle xviii. Va ser realitzada segons traces de Francesc Monfort sobre ruïnes de l'antiga capella, i respon al tipus d'església de saló amb tres naus.

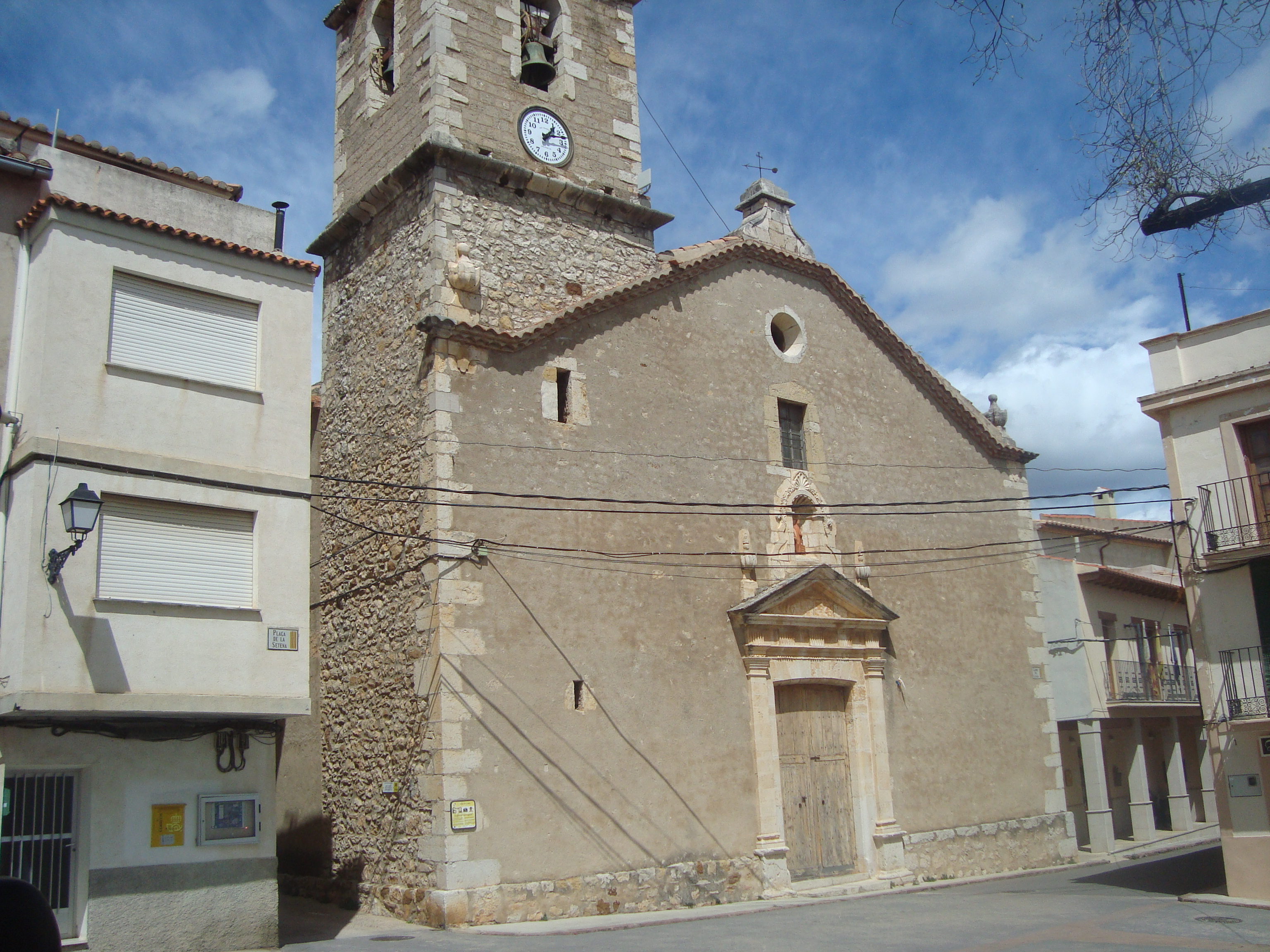
Església parroquial de Sant Llorenç (Vilar de Canes)

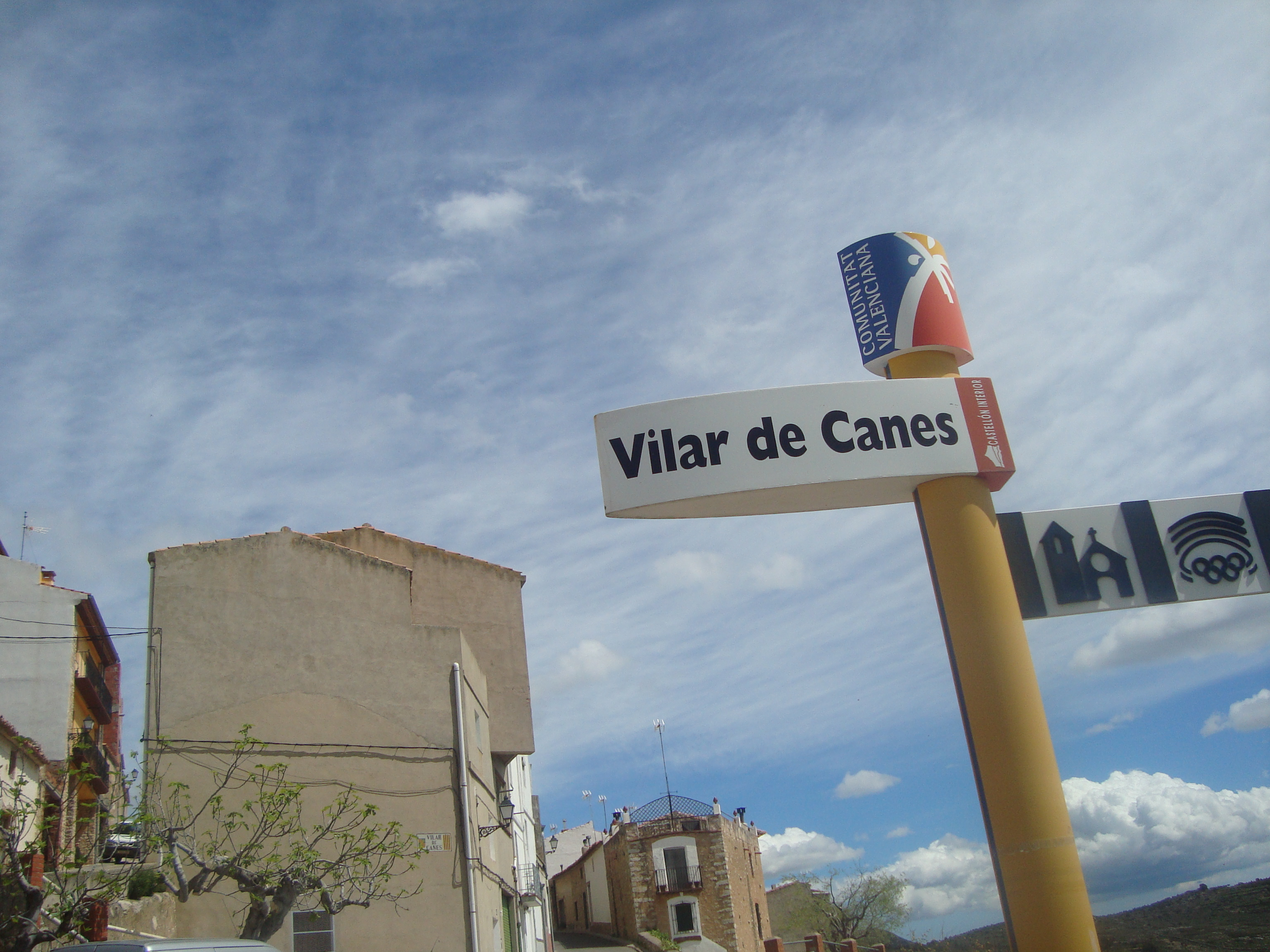
Vilar de Canes

## Festes i celebracions locals
- Sant Antoni. El 17 de gener.
- Sant Blai. El 3 de febrer.
- Festes majors. Se celebren la primera quinzena d'agost en honor de Sant Llorenç i Sant Roc.
- Fira agrícola. Al mes de desembre.